# Sad rozstajny
Sad rozstajny – debiutancki tom wierszy Bolesława Leśmiana.
Tom ukazał się w 1912 w warszawskim wydawnictwie Jakuba Mortkowicza w serii „Pod Znakiem Poetów”.
Objętość tomu: s. 4 nlb, 187, 5nlb.
Wydanie Sadu rozstajnego wieńczy pierwszy okres twórczości poety. Tom ów zresztą nie w stu procentach do niego należy, zawiera bowiem także utwory wyraźnie wychylone ku okresowi następnemu. Ów pierwszy okres to etap szukania własnych środków wyrazu. Leśmian bliski jest wówczas estetyzującemu programowi "Chimery" Zenona Przesmyckiego (Miriama), z którą współpracował od 1901. Charakterystyczny dla wierszy tego okresu jest Nietzscheański aktywizm i niechęć do człowieka przeciętnego, filistra, przeciwstawiająca mu artystę-nadczłowieka, odmieńca czy oddaleńca (tak właśnie - Oddaleńcy - zatytułowany jest jeden z cykli wierszy Sadu rozstajnego). Charakterystyczny jest tu również ton neoromantyczny.
Do najcelniejszych utworów tomu należą pisany tercyną poemat Nieznana podróż Sindbada-Żeglarza i zapowiadający już pod wieloma względami tom Łąka, poemat Zielona godzina.